# Чечина, Надежда Александровна
Наде́жда Алекса́ндровна Чечина (28 августа 1921, Старая Русса, Новгородская губерния — 28 октября 2006) — советский и российский правовед, специалист по гражданскому праву, доктор юридических наук (1966); профессор и заведующая кафедрой гражданского процесса ЛГУ/СПбГУ; заслуженный работник высшей школы Российской Федерации (1999).

## Биография
Выпускница юридического факультета Ленинградского государственного университета (1945). защитила докторскую диссертацию о советском гражданском процессуальном праве.
Член редколлегии журнала «Правоведение» (с 1967); награждена орденом Трудового Красного Знамени.

## Работы
Надежда Чечина являлась автором и соавтором более 100 научных публикаций, включая семь монографии; она специализировалась, в основном, на советском гражданском праве и гражданском процессе:
- «Норма прав и судебное решение» (Л., 1961);
- «Гражданские процессуальные правоотношения» (М., 1962);
- «Гражданский процесс». Учебник (М., 1968) (в соавторстве);
- «Воспитательная функция советского гражданского процессуального права» (Л., 1972);
- «Основные направления развития науки гражданского процессуального права» (Л., 1987).